# Lignyoptera rubraria
Lignyoptera rubraria là một loài bướm đêm trong họ Geometridae.